# Sokolniki (Opole)
Pour les articles homonymes, voir Sokolniki.
Sokolniki est une localité polonaise du gmina de Dąbrowa dans la voïvodie et le powiat d'Opole.